# Кулжинський Сергій Миколайович
Сергі́й Микол́айович Кулжи́нський (*18 червня 1869, Волинська губернія — †8 лютого 1938, Познань, Польща) — український військовий діяч, генерал-хорунжий Армії УНР.

## Життєпис
Народився 1869 у Волинській губернії.

### У російській армії
Початкову військову освіту здобув у 1-му Московському кадетському корпусі. На армійській службі з 1 вересня 1887 року. У 1889 році закінчив 3-є військове Олександрівське училище. З 1889 року — підпоручник, а в 1892 році підвищений до поручника. 13 липня 1897 року надано звання штабс-капітан.
У 1900 році закінчив Миколаївську академію Генерального штабу по першому розряду та отримав звання капітан.
З 6 грудня 1904 року — підполковник. Проходив службу в 35-му драгунському Білгородському полку. Протягом 16 січня 1905 — 2 лютого 1906 років — штаб-офіцер для особливих доручень при штабі 15-го армійського корпусу.
З 6 грудня 1908 року — полковник, начальник штабу 9-ї кавалерійської дивізії. З 9 квітня 1910 року — начальник штабу 12-ї кавалерійської дивізії.
Під час Першої світової війни — командир 12-го гусарського Охтирського полку. На початку 1916 року — начальник штабу 4-ї кавалерійської дивізії, генерал-майор. Згодом — начальник штабу 3-го кавалерійського корпусу, а з початку 1917 року — генерал для доручень при командувачеві 8-ї армії.

### На службі Україні
В Армії УНР з 1918 року. З 4 червня 1918 року — в армії Української Держави на посаді командира 4-ї кінної дивізії.
З грудня 1918 року — інспектор кінноти Армії Української Народної Республіки. З 9 липня 1919 року — командир 1-ї окремої Волинської кінної бригади. З серпня цього ж року — викладач Житомирської юнацької школи Армії УНР. 26 вересня 1919 року зарахований до штабу Армії УНР.
Наприкінці 1920 року інтернований у польських таборах для військовополонених. Залишився після звільнення в Польщі.
Помер у Познані 8 лютого 1937 року.

## Вшанування пам'яті
- Провулок Сергія Кулжинського в Житомирі.